# Dichotomius missionus
Dichotomius missionus là một loài bọ cánh cứng trong họ Bọ hung (Scarabaeidae).